# Riesenkalmar
Der Riesenkalmar (Architeuthis dux; oftmals irrtümlich als Riesenkrake bezeichnet) ist weltweit verbreitet. Wie alle Kalmare besitzt der Riesenkalmar zehn Arme, um die Mundöffnung gruppiert, wovon zwei zu Tentakeln umgebildet sind. Aus diesem Grund werden Riesenkalmare den Zehnarmigen Tintenfischen bzw. Decabrachia zugeordnet. Die genaue Stellung innerhalb des Systems ist unklar.
Besonders häufig werden die Tiere an den Küsten Norwegens, Großbritanniens, Neufundlands, vor Japan, vor Australien und Neuseeland sowie vor Südafrika gefangen. Wahrscheinlich leben sie in einer Tiefe von über 300 Metern, nach anderen Angaben 500 bis 1000 Meter. Aus diesem Grund sind auch erst seit dem Beginn der Tiefseefischerei mit Schleppnetzen häufigere Fänge der Tiere bekannt geworden. Teilweise wurden auch Überreste in Mägen von Pottwalen gefunden.

## Systematik
Der Riesenkalmar, Architeuthis dux, ist die einzige Art der Gattung Architeuthis, die wiederum die einzige Gattung der Familie Architeuthidae innerhalb der Kopffüßer ist. Ursprünglich ging man von der Existenz weiterer Architeuthis-Arten aus (A. martensi (Hilgendorf, 1880), A. physeteris (Joubin, 1900), A. sanctipauli (Vélain, 1877), A. hartingii Verrill, 1875, A. japonica Pfeffer, 1912, A. kirkii Robson, 1887, A. stockii (Kirk, 1882)). Durch molekularbiologische Untersuchungen kamen Wissenschaftler jedoch zu dem Schluss, dass es sich bei den Riesenkalmaren um eine einzige, weltweit verbreitete Art handelt. Somit wurden die anderen Arten mit Architeuthis dux synonymisiert.

## Beschreibung

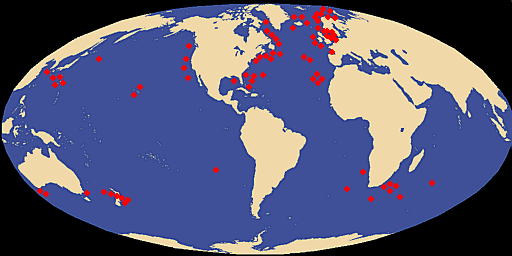
Fundorte von Riesenkalmaren

Der Riesenkalmar ist auf der Oberseite dunkelpurpurn bis rotbraun gefärbt, wobei die Arme auf der Ober- und Unterseite heller sind als an den Seiten. Wie viele Tintenfische vermag er durch in der Haut liegende Chromatophoren aktiv seine Farbe zu ändern, indem diese sich ausbreiten oder zusammenziehen. Obwohl der Kalmar über Leuchtvermögen (Biolumineszenz) verfügt, fehlen die Photophoren genannten, abgesetzten Leuchtorgane, die verwandte Gruppen wie die Histioteuthidae tragen.
Der Körper des Riesenkalmars besteht, wie typisch für die gesamte Verwandtschaft, aus dem Kopf von beinahe bis zu einem Meter Länge und dem Rumpfabschnitt mit einem Flossenpaar nahe dem Körperende. Am Kopf setzen die Arme an. Der Rumpf des Kalmars ist eng kegelförmig im Umriss, der Mantel endet bei ausgewachsenen Exemplaren in einem kurzen, schwanzartigen Vorsprung. Nahe dem Ende sitzt seitlich je eine schwach muskulöse, lappenartige Flosse an; die Flossen sind beim Riesenkalmar im Vergleich zu anderen Kalmaren verhältnismäßig klein und von eiförmigem Umriss. Im Inneren des Rumpfes sitzt eine, Gladius genannte, durchsichtige Stützstruktur, eine Umbildung des verkalkten Schulps anderer Kopffüßer. Der Riesenkalmar besitzt einen Tintenbeutel. Die ausgestoßene Tinte bleibt zu einem zusammenhängenden Gebilde verbunden, sie bildet nicht, wie bei anderen Tintenfischen, eine Wolke. Es wird angenommen, dass sie als Täuschkörper einen angreifenden Prädator verwirren und ablenken soll.
Das Tier kann Wasser in die Mantelhöhle des Rumpfes einsaugen und dieses in einem konzentrierten Wasserstrahl durch einen sehr beweglichen Trichter ausstoßen. Es erreicht dadurch hohe Schwimmgeschwindigkeit und Manövrierfähigkeit. Der zylindrische Kopf des Kalmars trägt an den Seiten je ein Auge, das mit einem Durchmesser von bis zu 25 Zentimetern zu den größten Augen im Tierreich überhaupt zählt. Die Augen haben eine dunkle Iris und eine Linse, aber keine Hornhaut. Die Mundöffnung inmitten der Fangarme besitzt einen chitinisierten, sehr harten Schnabel, der in der Form an einen Papageienschnabel erinnert. Der Schnabel ist das einzige Hartteil, das im Inneren des Magens von Fressfeinden wie dem Pottwal erhalten bleibt. Viele Informationen über die Verbreitung der Art liegen nur über die Analyse solcher Schnäbel im Mageninhalt, die anhand ihrer Form bis zur Art bestimmbar sind, vor.
Wie typisch für alle Kalmare besitzt die Art zehn Arme, davon acht relativ kurze und zwei extrem lange, die bei der Gruppe auch als Tentakel bezeichnet werden. Die normalen Fangarme erreichen eine Länge von bis zu drei Metern bei einem basalen Umfang von 50 Zentimetern. Die beiden bauchseitigen Arme der Männchen sind zu Begattungswerkzeugen umgebildet, sie werden Hectocotylus genannt. Die normalen Fangarme tragen zwei Reihen von Saugnäpfen, die zur Spitze hin kleiner werden und distal in rechteckige Haftkissen übergehen. Hauptsächliches Werkzeug zum Beutefang sind die Tentakel, die ausgestreckt länger als zehn Meter, bei einem basalen Umfang von etwa 25 Zentimeter, sein können. Sie sind körpernah glatt, weiter außen sitzen abwechselnd Saugnäpfe und Haftkissen in zwei Reihen an. Das äußere (distale) Ende der Tentakel ist zu einer schwachen Keule verbreitert. Diese besitzt auf der Unterseite (Manus oder Hand) vier Reihen von gezähnten Saugnäpfen, von denen die inneren Reihen deutlich breiter sind als die äußeren. Die größten Saugnäpfe können einen Durchmesser von etwa 5,2 Zentimetern erreichen. Die muskulösen Saugnäpfe sind kurz gestielt und außen durch einen Ring aus Chitin versteift. Es existieren Berichte über Narben und Abdrücke von Saugnäpfen auf der Haut von Pottwalen, die angeblich zwanzig Zentimeter Durchmesser erreichen sollen; diese sind nicht wissenschaftlich dokumentiert und unglaubhaft.
In Fachbüchern finden sich vielfach falsche Angaben zur Größe. Ein Problem bei der Messung von Längen bei Riesenkalmaren ist die enorme Dehnfähigkeit der Arme, weshalb in der Regel die nur wenig veränderliche Mantellänge als Kriterium zur Betrachtung der tatsächlichen Größe herangezogen wird. Hier sei etwa das im Jahre 1887 in Lyall Bay (Wellington) am Strand angespülte Exemplar genannt. Es hatte eine Gesamtlänge von 18,3 Metern, während die Mantellänge nur 1,8 Meter betrug, was bei einem Exemplar mit natürlich langen Tentakeln einer Gesamtlänge von etwa 10,7 Meter entspricht. Die größte belegte Mantellänge beträgt 2,25 Meter, wobei Riesenkalmare in Ausnahmefällen eine Standardlänge von 5 Metern erreichen, Kopf und Fangarme eingeschlossen. Der größte Teil der Gesamtlänge wird durch die beiden langen dünnen Tentakel bestimmt. Tatsächlich konnte nie ein Riesenkalmar nachgewiesen werden, der mit ungedehnten Tentakeln eine Länge von zwölf Metern überschritt.
Riesenkalmare werden drei bis fünf Jahre alt und scheinen damit zu den längstlebigen Vertretern der Kopffüßer zu gehören. Das bedeutet dennoch, dass sie ihre enorme Größe in sehr kurzer Zeit erreichen.
Allgemein gelten Riesenkalmare als die größten Kopffüßer. Allerdings erreicht der weitaus weniger bekannte und kompakter gebaute Koloss-Kalmar, der allerdings zur Familie der Gallertkalmare gehört, noch deutlich größere Ausmaße mit Mantellängen von bis zu 4 Metern.

## Lebensweise

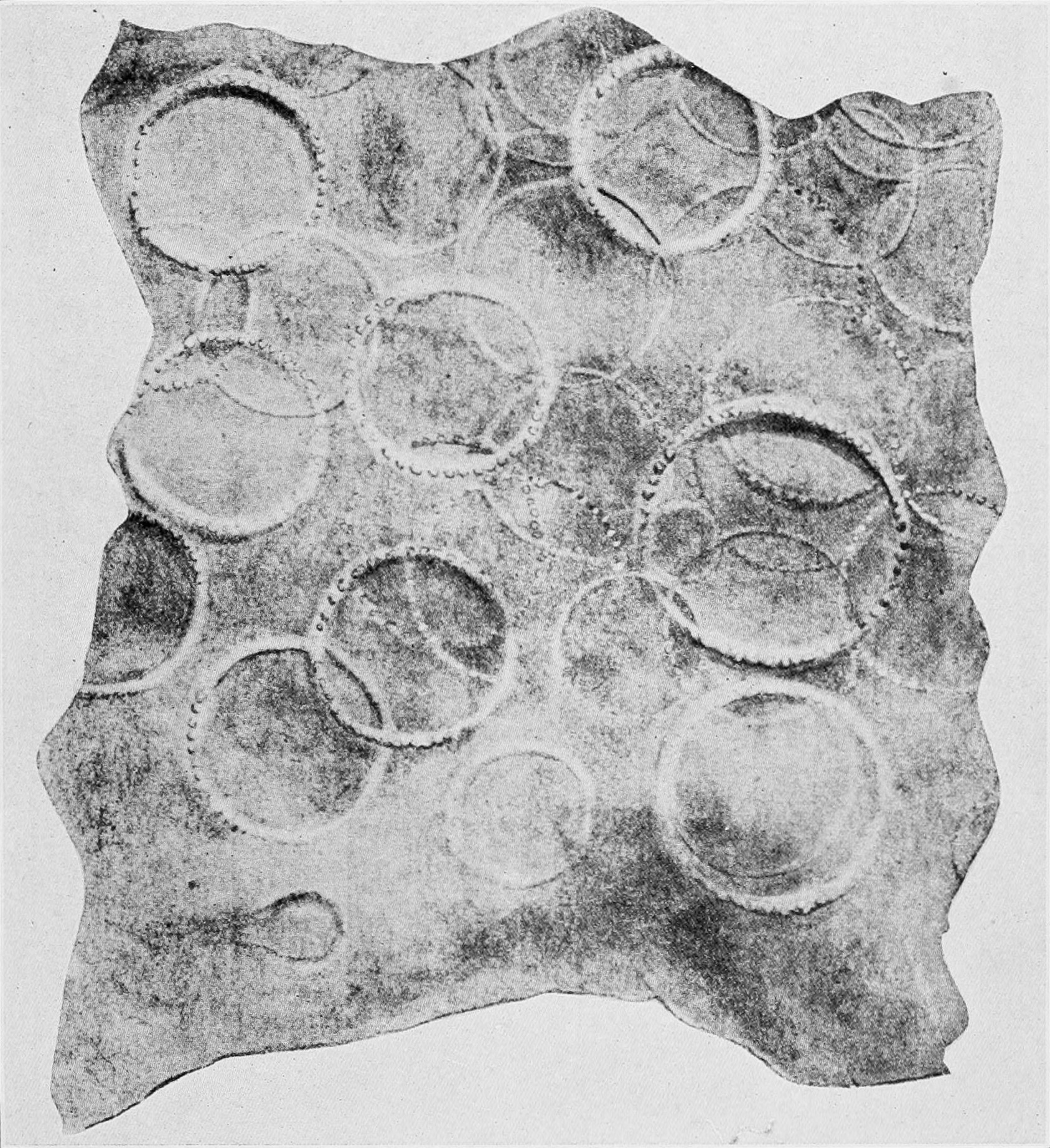
Saugnapfnarben auf dem Hautstück eines Pottwals

Riesenkalmare orientieren sich wahrscheinlich vorrangig anhand ihres gut entwickelten Sehvermögens. Ihre Augen zählen zu den größten im gesamten Tierreich. Lediglich die Augen des Koloss-Kalmars werden noch größer. Die riesigen Augen deuten auch auf den Lebensraum dieser Spezies hin – Meerestiefen, in die nur noch eine äußerst geringe Menge Licht vordringt. Über das Jagdverhalten der Tiere ist wenig bekannt. Untersuchungen des Magens brachten vor allem Reste von Kalmaren (auch der eigenen Art) und Fischen (zum Beispiel Hoki) zum Vorschein. Bisher wurde vermutet, dass der Riesenkalmar eher ein Lauerjäger als ein ausdauernd jagendes Tier sei. Die ersten Aufnahmen eines lebenden Tieres ließen jedoch Zweifel an dieser These aufkommen. Die Theorie, dass auch Pottwale auf seinem Speiseplan stehen, ist abwegig. Wahrscheinlicher ist, dass der Pottwal der einzige wirkliche Fressfeind großer ausgewachsener Riesenkalmare ist, wie Saugnapfnarben auf dem Körper von Walen und Reste von Riesenkalmaren in Pottwalmägen zeigen. Pottwale ernähren sich hauptsächlich von diversen Kalmar-Arten und unternehmen während der Jagd sehr lange und tiefe Tauchgänge. Mit Tauchtiefen von über 1000 Meter (gelegentlich bis 3000 Meter) können sie Kalmare erbeuten, die nur in der Tiefsee vorkommen und sonst von keinem anderen Säugetier erreicht werden können. Gigantische Saugnapfnarben auf der Walhaut förderten auch die Legende von ggf. über 60 Meter großen Kalmaren. Wie man aber inzwischen weiß, wachsen die Narben mit der Walhaut mit – d. h. eine tiefe Narbe, die ein Pottwal einst als Jungtier erhielt, dehnt sich mit dem Wachstum des Tieres mit aus. Sie erreicht beim erwachsenen Tier eine Größe, die das Wachstum des Wales, aber nicht die Größe des Tintenfischs widerspiegelt, der die Narbe einst verursacht hat. Kleinere Exemplare von Riesenkalmaren werden aber auch von verschiedenen Fischen und Haien gefressen, sehr kleine Exemplare an der Oberfläche sogar von Hochseevögeln wie Albatrossen. Mittelgroße Exemplare fallen auch großen Grauhaien oder neben Pottwalen auch anderen größeren Zahnwalen zum Opfer, die in der Tiefsee nach Kopffüßern jagen.
Durch den Austausch des Natriumkations des Meerwassers gegen Ammonium in ihrem Muskelgewebe erhalten die Riesenkalmare wie auch einige andere Kalmare den notwendigen statischen Auftrieb, um im Salzwasser zu schweben. Die Ammoniumchloridlösung macht sich durch starken Geruch bemerkbar, den die Tiere verströmen. Das zähe Fleisch der Riesenkalmare ist aus diesem Grunde für den Menschen ungenießbar.
Noch weniger als über die Ernährung ist über die Paarung und die Entwicklung der Tiere bekannt. Offenbar implantiert das Männchen während der Paarung Spermatophoren unter die Haut der Partnerin. Man fand mehrere weibliche Tiere mit implantierten Spermatophoren; wie diese jedoch die Eier letztlich befruchten, ist bisher unbekannt. Spermabefunde belegen, dass Riesenkalmare offenbar keine Vorauswahl nach dem Geschlecht treffen; auch bei männlichen Tieren wurden von anderen Männchen implantierte Spermatophoren entdeckt. Das Paarungsverhalten belegt, dass die Paarung auch mit nicht fruchtbaren Partnern einen evolutionären Vorteil darstellen kann; eine Reproduktionsstrategie, die die Besamung männlicher Tiere einschließt, ist offenbar erfolgversprechender, als die aufwändige Suche nach einem weiblichen Kalmar. Ein im Februar 2020 vor Kyoto in einem Schleppnetz gefangenes Weibchen, das mit 1,6 Metern Mantellänge und 116 kg Gewicht noch nicht ganz ausgewachsen war, trug verteilt über den Körper insgesamt 66 Samenpakete, die alle vom selben Männchen stammten.
Im Ozeaneum Stralsund ist ein präpariertes Exemplar ausgestellt, das von neuseeländischen Fischern gefangen wurde. Das mit 49 Kilogramm Gewicht und über sechs Meter Länge (von Mantel- bis Tentakelspitze) unterdurchschnittlich große Tier weist am hinteren Ende des Mantels eine Besonderheit auf: Dort wurden implantierte Spermatophoren gefunden, deren Herkunft gegenwärtig nicht geklärt ist.

## Existenz und Sichtungen

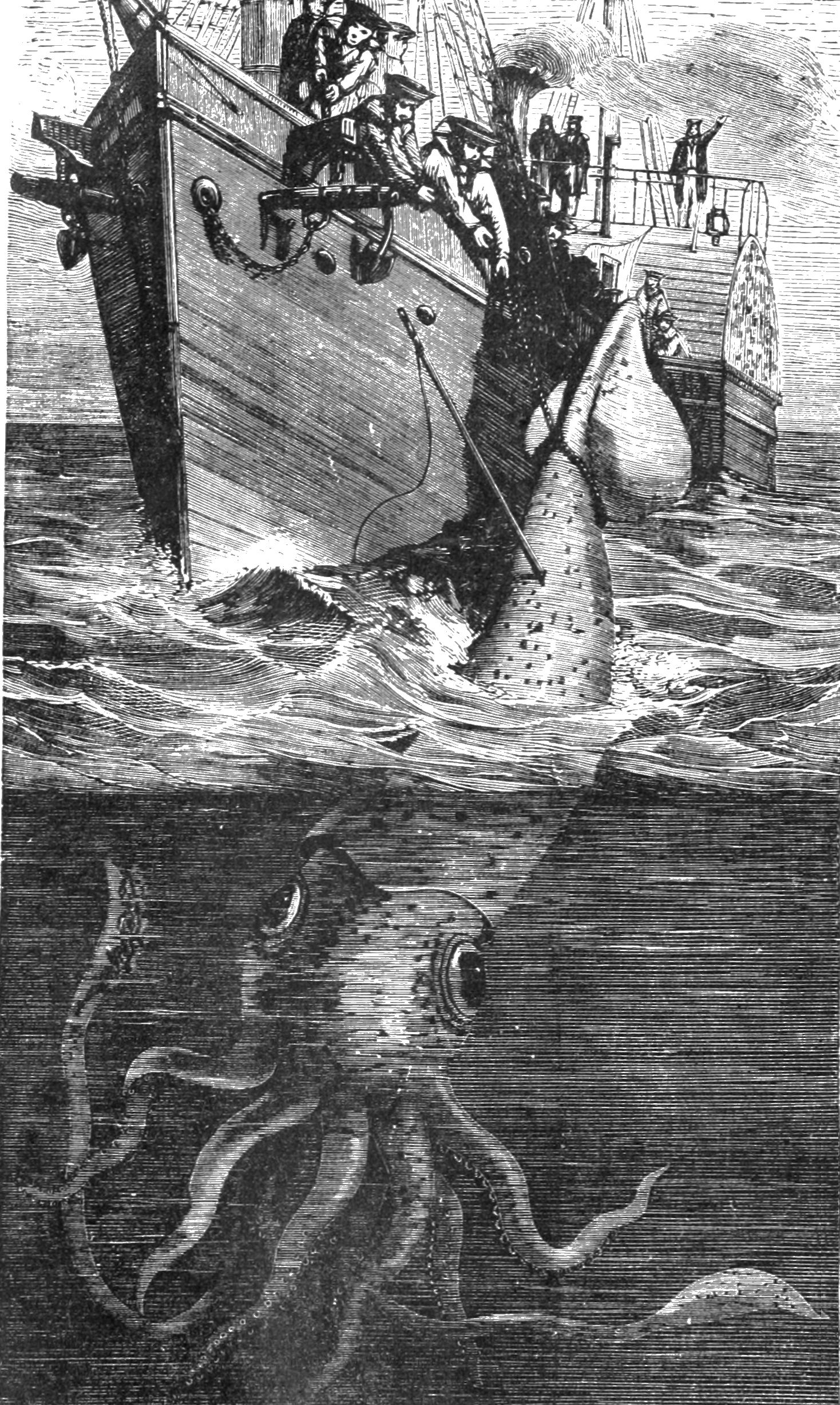
30. November 1861: Die Besatzung der Alecton harpuniert 120 Meilen nordöstlich von Teneriffa einen Riesenkalmar.

Teilweise phantastische Berichte über Riesenkraken galten bis zur Mitte des 19. Jahrhunderts als Seemannsgarn. Obwohl seit Jahrhunderten über Sichtungen von Riesenkalmaren und Begegnungen mit diesen Tieren berichtet wurde, wurden die Erzählungen meist ins Reich der Legenden und der Kryptozoologie verwiesen. Selbst die Funde gestrandeter Kalmare mit Längen von weit über 10 Metern wurden von der Zoologie nicht ernst genommen.

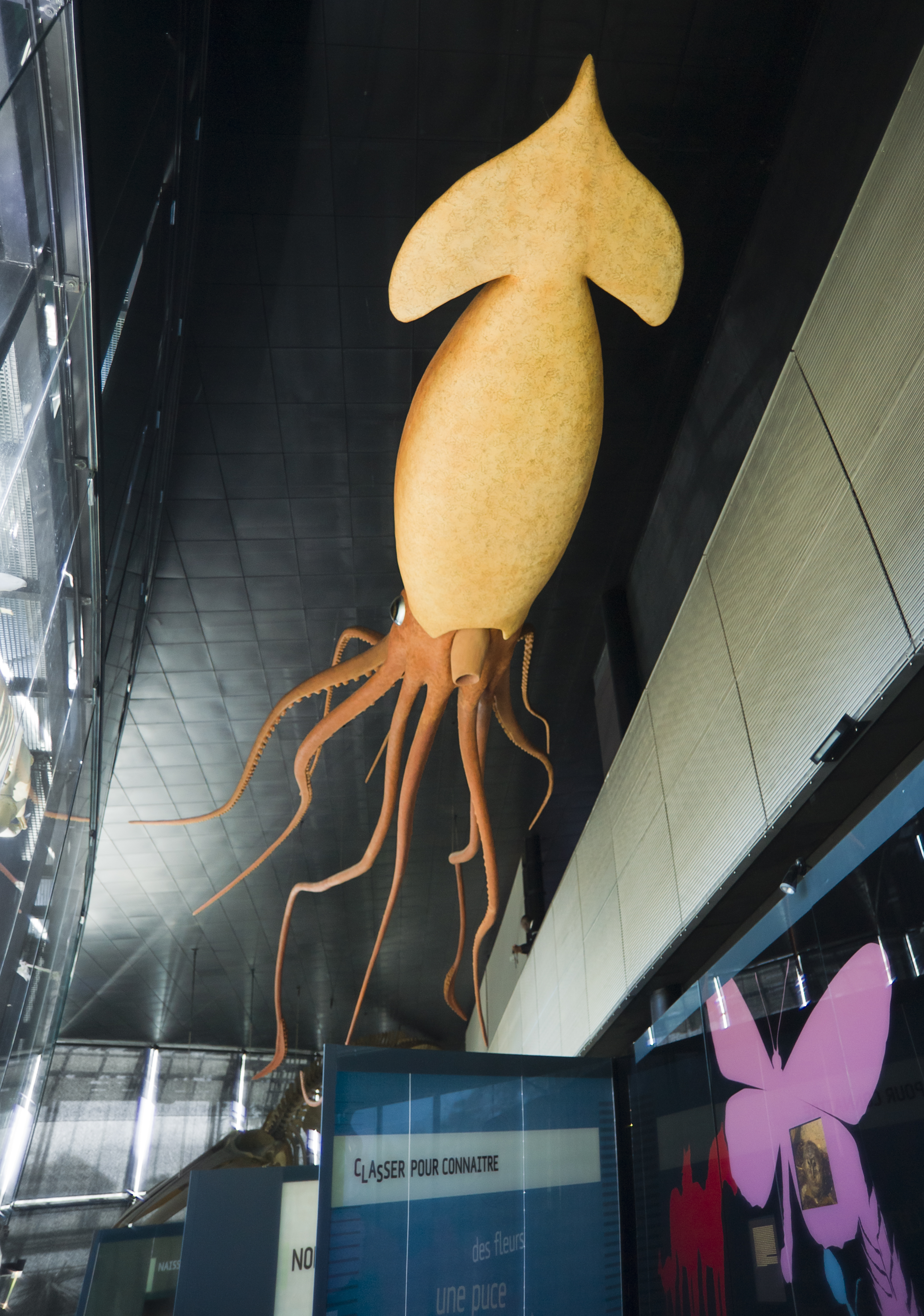
Rekonstruktion von Architeuthis dux – Museum von Toulouse

- Der erste wissenschaftliche Beweis war der Schnabel eines 1854 in Jütland (Dänemark) gestrandeten Tieres, der in die Hände des Naturforschers Japetus Steenstrup gelangte. Dieser untersuchte ihn und beschrieb so den ersten Riesenkalmar, Architeuthis dux.
- Spanische Wissenschaftler haben im September 2003 zwei Riesentintenfische an der Nordküste Spaniens bei Oviedo erstmals lebend gefangen; diese verendeten jedoch kurz darauf. Der größere war elf Meter lang und wog 140 Kilogramm (laut einer dpa-Meldung).
- Am 30. September 2004 gelangen den japanischen Forschern Tsunemi Kubodera und Kyoichi Mori mit einer automatischen Kamera und einem Köder vor den Ogasawara-Inseln im westlichen Nordpazifik in 900 m Tiefe die ersten Fotos eines Riesenkalmars in seiner natürlichen Umgebung. Das Tier verlor einen seiner Fangarme (Tentakel), als dieser sich am Köderhaken verfing. Die Länge des Fangarmes betrug 5,5 Meter, was auf eine Gesamtlänge des Tieres von rund acht Metern schließen lässt. Bei dieser Gelegenheit konnte auch beobachtet werden, dass diese Tiere aktiv jagen.[12][13]
- Vom 7. September bis 7. Oktober 2005 waren Tsunemi Kubodera, Yasuhiro Koyama und Kyoichi Mori erneut vor den Ogasawara-Inseln erfolgreich und es gelangen Videoaufnahmen in 240 bis 940 Metern Tiefe, die einen Kalmar bei mehreren Angriffen auf den Köder und die Leine zeigen.[14][15][16] Beim Angriff auf den Köder setzte der Kalmar starke Lichtimpulse frei. (Biolumineszenz)[17][18][19]
- Im Dezember 2006 konnte das Team um Tsunemi Kubodera erneut vor den Ogasawara-Inseln Aufnahmen von einem Riesenkalmar machen, diesmal an der Wasseroberfläche und als Videoaufnahme. Das den Angaben nach weibliche und noch nicht ausgewachsene Tier wurde mit einem Fressköder aus 600 Metern Tiefe angelockt und konnte lebend an Bord des Schiffes gehoben werden, verendete dort jedoch – vermutlich an inneren Verletzungen, die es durch die Druckveränderung beim Auftauchen erlitt. Über die Länge des Tieres existieren bisher keine verlässlichen Angaben, genannt wurden zwischen drei und sieben Meter. Der Fang wurde in Formalinlösung konserviert, um ihn zu einem späteren Zeitpunkt eingehender zu untersuchen.
- Im Juli 2007 wurde ein toter Riesenkalmar mit einer Mantellänge von zwei Metern und Gesamtlänge von acht Metern in Tasmanien an Land gespült.[20]
- Am 30. Juli 2009 wurde ein sechs Meter großes Exemplar in 1500 Meter Seetiefe im Golf von Mexiko geborgen. Nach Erklärung des US-Innenministeriums habe die Crew des Forschungsschiffs Gordon Gunter den Riesenkalmar, der rund 50 Kilogramm gewogen habe, gefangen.[21]
- Im Juli 2012 konnte der japanische Meeresbiologe Tsunemi Kubodera vom Nationalmuseum der Naturwissenschaften in Tokio einen Riesenkalmar in seiner natürlichen Umgebung filmen. Die Aufnahmen entstanden in einer Wassertiefe zwischen 600 und 900 Metern vor den Chichi-Inseln.[22] Die Expedition wurde von einem Filmteam begleitet, das eine 45-minütige Dokumentation veröffentlichte.[23]
- Im Januar 2013 gelang es dem Discovery Channel und NHK, mit Hilfe eines Teams in einem U-Boot nahe der Chichi-Insel einen Riesenkalmar zu filmen. Auf dem Video ist klar zu erkennen, dass dieser etwas größer als das U-Boot mit einer ungefähren Länge von 3,5 Metern war. Ihm fehlten die langen Tentakel, die vermutlich von einem Pottwal gefressen worden waren. Mit ihnen wäre er ungefähr neun Meter lang gewesen. Das Team benötigte mehrere Versuche, bis die Aufnahmen schließlich gelangen. In Interviews verrieten die Forscher, dass ihre Angst vor diesem Tier sehr groß war, obwohl sie darauf vorbereitet waren.
- Am 22. Dezember 2015 wurde vor der Küste der Toyama-Bucht des Japanischen Meeres ein 4 Meter langes Exemplar aus unmittelbarer Nähe gefilmt.[24]
- Am 10. Oktober 2016 wurde an der spanischen Küste ein lebender, aber schwer verletzter Riesenkalmar fotografiert. Das 105 Kilo schwere Exemplar zählt bisher zu den größten jemals lebend gesichteten Riesenkalmaren. Aufgrund schwerer Verletzungen, die wahrscheinlich aus einem Kampf mit einem Artgenossen stammten, starb das Exemplar kurz nach der Entdeckung und wurde zu weiteren medizinischen Untersuchungen geborgen.[25]
- Im Februar 2020 wurde vor Kyōto (Japan) in einem Schleppnetz ein Weibchen mit 1,6 Metern Mantellänge und 116 kg Gewicht gefangen.[9]
- Im Juni 2020 wurde ein toter, über vier Meter langer Riesenkalmar an die südafrikanische Küste bei Britannia Bay gespült.[26]
- Im Januar 2023 wurde ein ca. 2,5 m langer Riesenkalmar in japanischen Gewässern gefilmt.[27]